# ليه دود
ليه دود (بالإنجليزية: Les Dodd)‏ هو لاعب سنوكر بريطاني، ولد في 11 فبراير 1954 في إنجلترا في المملكة المتحدة.

## روابط خارجية
- ليه دود على موقع CueTracker.net (الإنجليزية)